# Tomasz Wójcik (partyzant)

Zwiad konny wachmistrza „Tarzana” Tomasza Wójcika oraz oddział „Dzika” Mariana Świderskiego w czasie uroczystej mszy św. na Wykusie 12 września 1943

Tomasz Wójcik ps. „Tarzan”, „Tomek” (ur. 15 grudnia 1908 w Zawichoście, zm. 8 lipca 1951 w Chicago) – żołnierz Wojska Polskiego, dowódca oddziału kawalerii w szeregach Narodowych Sił Zbrojnych i Armii Krajowej.

## Życiorys
Przed rozpoczęciem II wojny światowej był objeżdżaczem koni w kadrze olimpijskiej startującej w zawodach hippicznych w Belgii. W polskim wojsku miał stopień wachmistrza 2 pułku Ułanów Grochowskich w Suwałkach, który w czasie kampanii wrześniowej 1939 był częścią Samodzielnej Grupy Operacyjnej „Polesie” pod dowództwem gen. Kleeberga. Po zakończeniu działań bojowych powrócił do rodzinnej miejscowości i zaangażował się w ponowne tworzenie konspiracyjnego 1 pułku szwoleżerów Józefa Piłsudskiego jako dowódca jednego z oddziałów. Wiosną 1943 włączył się do tzw. batalionu śmierci pod dowództwem chorążego „Kruka” z AK, a następnie dołączył na krótko do oddziału „Toma”. Później utworzył własny oddział NSZ liczący około 30 kawalerzystów zwany kawalerią zawichojską  (od miejsca stacjonowania), a w maju dowodził nim jako plutonowy NSZ. Według pracownika bezpieki Stefana Skwarka, w składzie tej grupy znalazło się kilku członków Gwardii Ludowej wraz z Władysławem Mazurem „Skargą”.
W drugiej połowie czerwca wspólnie z oddziałem Henryka Figuro-Podhorskiego ps. „Step” rozbili oddział Selbstschutzu (zabijając 6 Niemców) i rozbroili konwój niemieckich żandarmów. Według jednej relacji mógł być odpowiedzialny za zabójstwo na tle rabunkowym kilku Żydów w Trójcy. Leszek Żebrowski, historyk i znawca Narodowych Sił Zbrojnych twierdzi, że jeśli „Tarzan” likwidował Żydów, to mogli to być kolaboranci celowo wypuszczeni z getta, by naprowadzali Niemców na kryjówki i meliny.
W sierpniu usiłował włączyć się do oddziału Leonarda Zub-Zdanowicza, lecz ten, powołując się na swoją wcześniejszą umowę z Janem Piwnikiem „Ponurym”, rozkazał mu dołączyć do tego oddziału AK. 26 sierpnia urządził zasadzkę na dowódcę 174 Dywizji Rezerwowej generała porucznika Kurta Rennera, w której ten zginął wraz z eskortą składającą się z dwóch oficerów i pięciu żołnierzy Waffen-SS. Był to najwyższy rangą generał niemiecki zastrzelony przez polskie podziemie. Do dzisiaj na miejscu akcji jest pomnik upamiętniający ten czyn zbrojny, przypisujący atak oddziałowi NOW-AK pod dowództwem „Tarzana”, lecz w rzeczywistości, do momentu zameldowania się Piwnikowi przez jego dowódcę, był to oddział Akcji Specjalnej Narodowych Sił Zbrojnych. Zdaniem Leszka Żebrowskiego odpowiedzialność za tę akcję próbowali sobie przypisać w czasach PRL zarówno komuniści, jak i historycy innych organizacji podziemnych, tłumacząc, że nie chcieli, aby tak ważna akcja została zapomniana.
Wójcik 8 września 1943 włączył się do oddziału „Ponurego”, na spotkanie z którym założył zdobyczny generalski mundur. Oddział „Tarzana” otrzymał funkcję zwiadu Świętokrzyskiego Zgrupowania AK. 7 lipca 1944 stoczyli przegraną potyczkę ze 120 żołnierzami niemieckimi koło Woli Grójeckiej, zginęło 37 partyzantów. W czasie akcji "Burza" na Kielecczyźnie walczył w składzie 2 pułku piechoty Legionów AK. Po zakończeniu wojny w ucieczce przed agentami UB został przemycony przez Kłodzko do amerykańskiej strefy okupacyjnej w Niemczech. Następnie udał się do swojej ciotki w USA. Zginął w tajemniczych okolicznościach (zastrzelony lub zasztyletowany nożem) w zamachu skrytobójczym 8 lipca 1951 w Chicago. Według niepotwierdzonych informacji, zabójcą mogła być osoba spokrewniona z Żydami zabitymi w 1943.

## Odznaczenia
- Krzyż Walecznych[12]
- Krzyż z Mieczami Orderu Krzyża Niepodległości (pośmiertnie, 2021)[13][14]